# Beta Volantis
Beta Volantis (β Vol, β Volantis) é a estrela mais brilhante da constelação de Volans, com uma magnitude aparente de 3,78. Medições de paralaxe mostram que está uma distância de aproximadamente 107,5 anos-luz (33 parsecs) da Terra.
O espectro de Beta Volantis corresponde a uma classificação estelar de K2 III. A classe de luminosidade 'III' indica que é uma estrela gigante que já consumiu todo o hidrogênio de seu núcleo e saiu da sequência principal. Tem uma massa de 1,62 vezes a massa do Sol e um raio de 16 vezes o raio solar. Está irradiando 41 vezes mais energia que o Sol de sua atmosfera externa a uma temperatura efetiva de 4 736 K, o que lhe dá a coloração alaranjada típica de estrelas de classe K.